# Лех (Індія)
Лех (тиб. གླེ་,, гінді लेह) — столиця індійської союзної території Ладакх. Столиця гімалайського князівства Ладакх (до 1842 року). Адміністративний центр округу Лех. Над містом височить Лехський Палац, колишня резиденція царів Ладакха, побудований в тому ж стилі і в той же час, що і Потала. Колишній палац правителів Ладакха, палац Лех, який нині знаходиться в руїнах, нагадує зменшену копію палацу Потала в Лхасі.

## Географія
Лех розташований в горах на висоті близько 3524 метрів над рівнем моря. Національне Шосе 1D з'єднує його з Срінагаром на північному заході.

### Клімат
Місто знаходиться у зоні, котра характеризується субарктичним кліматом. Найтепліший місяць — липень із середньою температурою 17.2 °C (63 °F). Найхолодніший місяць — січень, із середньою температурою -7.8 °С (18 °F).
| Клімат Леха             | Клімат Леха | Клімат Леха | Клімат Леха | Клімат Леха | Клімат Леха | Клімат Леха | Клімат Леха | Клімат Леха | Клімат Леха | Клімат Леха | Клімат Леха | Клімат Леха | Клімат Леха |
| Показник                | Січ.        | Лют.        | Бер.        | Квіт.       | Трав.       | Черв.       | Лип.        | Серп.       | Вер.        | Жовт.       | Лист.       | Груд.       | Рік         |
| Абсолютний максимум, °C | 8           | 12          | 19          | 23          | 28          | 33          | 33          | 32          | 30          | 30          | 20          | 13          | 33          |
| Середній максимум, °C   | −1          | 0           | 6           | 12          | 17          | 21          | 24          | 24          | 21          | 14          | 8           | 1           | 12          |
| Середня температура, °C | −7          | −6          | 0           | 5           | 9           | 13          | 17          | 17          | 13          | 7           | 1           | −4          | 6           |
| Середній мінімум, °C    | −13         | −12         | −6          | −1          | 2           | 6           | 10          | 10          | 5           | 0           | −6          | −10         | −1          |
| Абсолютний мінімум, °C  | −28         | −25         | −19         | −19         | −7          | −1          | −1          | 3           | −6          | −12         | −12         | −25         | −28         |
| Норма опадів, мм        | 0           | 0           | 0           | 0           | 0           | 0           | 10          | 10          | 0           | 0           | 10          | 0           | 90          |
| ----------------------- | ----------- | ----------- | ----------- | ----------- | ----------- | ----------- | ----------- | ----------- | ----------- | ----------- | ----------- | ----------- | ----------- |
| Джерело: Weatherbase    |             |             |             |             |             |             |             |             |             |             |             |             |             |

## Населення
Згідно з даними перепису населення Індії 2001 року населення Леха склало 27 513. Чоловіки становлять 61 % населення, жінки — 39 %. Рівень грамотності — 75 %; серед чоловіків — 82 %, серед жінок — 65 %. 9 % населення — діти молодше 6 років. Більшість населення складають етнічні тибетці, що говорять на східно-тибетському діалекті тибетської мови.
З VIII століття представники різних релігій мирно співіснують в Леху. Мусульманська громада з'явилася в Леху після анексії Ладакха Кашміром, після того, як Далай-лама V спробував вторгнутися в Ладакх з Тибету. Пізніше міграція населення з Кашмірської долини була пов'язана з торгівлею та, останнім часом, з розвитком туризму. В серпні 2003 Далай-лама відвідав Ладакх і закликав усіх ладакхців, незалежно від віросповідання, жити в мирі.
У місті також є трохи християн, сикхів і індуїстів. Ладакхські християни з'явилися в результаті діяльності моравських місіонерів, які побудували церкви.